# Smart Electric Drive
El Smart Fortwo ED o simplement Smart ED, abans Smart EV, és una versió elèctrica de l'Smart Fortwo. Les sigles ED signifiquen Electric Drive (motorització elèctrica).
La primera versió va ser llançada en 2007, sobre la base del Smart City Coupé amb una reduïda sèrie de 100 unitats provades a Londres. Després, en 2009, va aparèixer una segona sèrie millorada, desenvolupada sobre la base del Smart Fortwo la producció va arribar als 2.000 vehicles comercialitzats sobretot, d'institucions i empreses. A l'agost de 2011 es va presentar la tercera generació, la producció inicial estimada és de 10 000 unitats, i la venda estarà aquest cop més oberta a el públic en general.
El primer Smart Fortwo ED al Coventry City Council el 16 de gener del 2008. Aquest va ser el primer dels 100 construïts. Des del 9 de febrer de 2009 el lloc web de Smart va suprimir dades sobre la futura producció del Smart Fortwo ED, tot i que s'espera el seu llançament en sèrie el 2012.

## Primera generació
Llançada el 2007, sobre la base del Smart City coupé amb una reduïda sèrie de 100 unitats provades a Londres.
El primer d'Zytec Electric Vehicles. Es tracta d'un automòbil urbà per a dos passatgers impulsat per un motor posterior de 13.2 kWh que mana la potència a les rodes posteriors.

### Especificacions tècniques
- Potència: 30 kW (41 hp)
- Consum: 12 kWh cada 100 quilòmetres (193 wh per milla)
- Autonomia: 110 quilòmetres (62 milles)
- Temps de recàrrega: 8 hores
- Velocitat màxima: 120 km / h (74.6 mph)
- Preu: per sota dels $ 20,000 (especulació)

## Segona generació
Llançada el 2009, desenvolupada sobre la base del Smart Fortwo, la seva producció va arribar als 2.000 vehicles comercialitzats sobretot, d'institucions i empreses.

### Especificacions tècniques
- Potència: 30 kW (41 hp).
- motor:
- Consum: 12 kWh cada 100 quilòmetres (193 wh per milla).
- Bateria: Tesla.
- Autonomia: 110 quilòmetres (62 milles).
- Temps de recàrrega: 8 hores.
- Acceleració 0-60 km / h: 6,5 segons.
- Acceleració 0-100 km / h: ¿? segons.
- Velocitat màxima: 120 km / h (74.6 mph).
- Preu: per sota dels $ 20,000 (especulació).[1]

## Tercera generació
Presentada a l'agost de 2011, i amb data de venda prevista per a l'1nici de 2012, la seva producció inicial estimada és de 10 000 unitats, i la seva venda està oberta a el públic en general.

### Especificacions tècniques
- Potència màxima: 54 kW (75 hp).
- Motor: Bosch
- Consum: ¿? kWh cada 100 quilòmetres (¿? wh per milla).
- Bateria: 17,6 kWh Daimler i Deustche ACCUmotive
- Autonomia: 140 quilòmetres.
- Temps de recàrrega: 8 hores recàrrega normal. 1 hora recàrrega ràpida.
- Acceleració 0-60 km / h: 5,0 segons.
- Acceleració 0-100 km / h: <13 segons.
- Velocitat màxima: 120 km / h (74.6 mph).[1]

## Lloguer
Aquesta generació de Smart va ser escollida per l'empresa de lloguer de vehicles sense conductor Car2go filial de Daimler AG per prestar els seus serveis a la ciutat de Madrid des de novembre 2015.